# Wzgórze (Starachowice)
Wzgórze – osiedle administracyjne Starachowice. Wraz ze Starachowicami Dolnymi tworzy jednostkę urbanistyczną o nazwie Dolne-Wzgórze . Osiedle leży w środkowo-zachodniej części miasta.

## Charakterystyka zabudowy
Znajdują się tu bloki z drugiej połowy lat 70. oraz domy wielorodzinne, tworzące tzw. Kolonię Robotniczą z lat 20. i 30. XX wieku. Kolonia Robotnicza stanowi najcenniejszą pod względem historycznym przestrzeń mieszkalną w Starachowicach. 

## Infrastruktura i usługi
W skład jednostki wchodzi obszar Starachowic Dolnych z dworcem PKP i PKS, placem dworcowym oraz zespołem zwartej zabudowy u zbiegu ulic Hutniczej i Radomskiej. Działa tu Szkoła
Podstawowa nr 1 oraz Fundacja-Agencja Rozwoju Regionalnego.